# Schlacht am Hellespont
Erster Diadochenkrieg (321–320 v. Chr.):
Hellespont
Zwischenzeit (320–319 v. Chr.):
Orkynia – Kretopolis – Nora
Zweiter Diadochenkrieg (319–316 v. Chr.):
Megalopolis – Byzantion – Kopratas – Paraitakene – Gabiene
Dritter Diadochenkrieg (315–311 v. Chr.):
Tyros – Gaza
Babylonischer Krieg (311–309 v. Chr.)
Vierter Diadochenkrieg (309–301 v. Chr.):
Salamis – Rhodos – Ipsos
Fünfter Diadochenkrieg (288–286 v. Chr.)
Sechster Diadochenkrieg (282–281 v. Chr.):
Kurupedion
Die Schlacht am Hellespont war ein militärischer Zusammenstoß im Frühjahr 320 v. Chr. im nordwestlichen Kleinasien, der heutigen Türkei.
Als erste Schlacht der Diadochen untereinander läutete sie das Zeitalter der Diadochenkriege ein, welches auf den Tod Alexanders des Großen folgte.

## Hintergrund
Im Jahr 323 v. Chr. war Alexander der Große in Babylon gestorben. Weil er nur den geistig behinderten Bruder Philipp III. Arrhidaios und den unmündigen Sohn Alexander IV. Aigos auf dem Thron seines von ihm eroberten Weltreichs hinterließ, begannen die Gefährten und Generäle, die mit ihm den Asienfeldzug umgesetzt hatten und als seine „Diadochen“ (Nachfolger) bezeichnet werden, um die Regentschaft zu streiten. Als Regent hatte sich schließlich in der Reichsordnung von Babylon der General Perdikkas durchgesetzt, der auch den Siegelring Alexanders erhalten hatte. Seine Autorität wurde allerdings schon früh infrage gestellt, indem seine Befehle ignoriert oder ihnen zuwidergehandelt wurde.
Insbesondere Ptolemaios, Statthalter von Ägypten, und Antigonos Monophthalmos, Statthalter des westlichen Kleinasiens, stellten sich offen gegen ihn. Vor allem belastete Perdikkas selbst sein Verhältnis zum Statthalter in Europa, Antipater, der älter als er war und hohes Ansehen genoss, indem er sich zuerst mit dessen Tochter verlobte, sie dann aber zugunsten einer Schwester Alexanders verstieß. Als Antigonos dem Antipater im Winter 321 v. Chr. die Heiratspläne und die mit ihr wohl verbundenen Ambitionen des Perdikkas auf den Thron mitteilte, kam es zum Bruch zwischen den beiden Männern und damit zum Krieg. Sofort bildeten sich Fraktionen unter den einstigen Kampfgefährten heraus, die alle auf ihre Weise Profit aus dem sich anbahnenden Konflikt zu schlagen suchten. Auf der einen Seite standen die legitimierten Vertreter des Königtums um Perdikkas und dessen treustem Gefolgsmann Eumenes, welche die Reichseinheit wahren wollten. Auf der anderen Seite stand die Generation der älteren Offiziere um Antipater und Krateros, welche die Regentschaft über das verbliebene Makedonische Reich aufgrund ihrer Altersautorität beanspruchten, zumal sie Perdikkas des eigennützigen Strebens in seinem Amt verdächtigten. Ihnen schlossen sich aber auch Anhänger partikularer Interessen an, die es auf eine Teilung des Reichs zu ihren Gunsten absahen, von denen Ptolemaios der prominenteste war.

## Truppenbewegungen und Anführer
Als Reichsregent war Perdikkas zugleich der Oberbefehlshaber des vereinten Reichsheeres, jenes Heeres, welches Alexander in seinem zehnjährigen Asienfeldzug geformt und bei seinem Tod in Babylon seinem Nachfolger zurückgelassen hatte. Im Kern bestand diese Armee aus der Phalanx makedonischer Krieger und Söldnern aus anderen Gebieten der griechischen Region, die einst mit Alexander ausgezogen waren, aber inzwischen waren ihr auch indigene asiatische Kontingente einschließlich einer großen Anzahl Kriegselefanten aus Indien angeschlossen worden. Perdikkas hatte das Heer im Frühjahr 322 v. Chr. von Babylon in das östliche Kleinasien geführt, um dort die unabhängige Provinz Kappadokien zu erobern und die aufständischen Pisidier zu unterwerfen, was bis spätestens zum Sommer 321 v. Chr. auch gelang. Zu Beginn der Feindseligkeiten unter den Diadochen im Spätjahr 321 v. Chr. entschied sich Perdikkas, sich mit dem Reichsheer gegen Ptolemaios in Ägypten zu wenden. Zum strategos (militärischer Oberbefehlshaber) in Kleinasien ernannte er Eumenes, den er so mit dem Kampf gegen Antipater und Krateros betraute.
Als strategos hatte Eumenes formell eine Befehlsgewalt gegenüber den Provinzstatthaltern (Satrapen) Kleinasiens inne, die er mit ihren Truppenkontingenten zu einem Feldzug einberufen konnte. Von Nachteil war jedoch, dass er weder ein ausgebildeter Feldherr noch ein Makedone war. Als Bürger der miletischen Kolonie Kardia war er einst an den makedonischen Königshof gezogen, um dort den Königen Philipp II. und Alexander als Sekretär zu dienen. Er hatte die Gunst des Letzteren genossen und Freundschaften zu einigen hohen Offizieren gepflegt. Mit dem Tod Alexanders war aber die Zeit der makedonischen Kriegerkaste angebrochen, der Gefährten und Landsmänner Philipps II. und Alexanders, die seit Jahrzehnten an deren Seite erfolgreich um die Hegemonie über die Hellenen und gegen die Perser gekämpft hatten. Zwar hatten die Makedonen, besonders gefördert von ihrem Königshaus und Adel, ihre Zugehörigkeit zum Kreis der antiken Griechen gepflegt, doch beanspruchten sie eine ausgeprägte Mentalität der Eigenständigkeit gegenüber anderen Hellenen, die sich vor allem aus ihrer militärischen Überlegenheit nährte, mit der sie die Hegemonie über das alte Griechenland ausübten und ein Weltreich erobert hatten. Und diesem Selbstverständnis nach konnte ein Nichtmakedone keine herrschaftliche oder militärische Gewalt über sie ausüben.
Eumenes war vom Reichsregenten autorisiert und erhielt von diesem seinen Bruder Alketas und Neoptolemos als Offiziere samt einer Streitmacht bereitgestellt, um den Kampf mit Antipater aufzunehmen. Sich seiner geringen Akzeptanz unter den Makedonen bewusst, hatte er sich bereits im Jahr zuvor in Kappadokien eine persönliche Reitertruppe ausgebildet, die er aus einheimischen Asiaten rekrutierte und die wesentlich loyaler zu ihm stand als die ihm unterstehenden Makedonen. Dies sollte sich für Eumenes bald auszahlen. Denn als er im Frühjahr 320 v. Chr. an den Hellespont zog, über den Antipater mit seinem Heer gerade asiatischen Boden betreten hatte, erhob sich Neoptolemos gegen ihn und versuchte ihn zu ermorden. Das Attentat wurde nach einem Kampf der Eumenes treuen indigenen Truppen gegen die makedonischen Anhänger des Neoptolemos vereitelt, der sich mit ihnen (mehr als 300 Kavalleristen) an die Seite Antipaters absetzte. Dieser entschloss sich darauf, seine Streitmacht aufzuteilen; während er selbst über Kilikien ziehend sich Perdikkas zuwenden wollte, sollte Krateros sich Richtung Kappadokien wenden, um Eumenes zu stellen.
Krateros war einer der ruhmreichsten und besten Feldherren Alexanders gewesen, verdienter Veteran des Asienfeldzugs und von den Makedonen als ihr Idol verehrt. Während er mit der Erfahrung eines ganzen Kriegerlebens aufwarten konnte, hatte Eumenes nichts anderes als seine Reputation als königlicher Historiograph entgegenzusetzen. Cornelius Nepos nach hatte Eumenes seinen Truppen verschwiegen, gegen wen sie kämpfen würden, in der Furcht, sie würden sonst zu diesem übergehen oder fliehen.

## Die Schlacht
An einem nicht näher benannten Ort in der Region des hellespontischen Phrygien (heute Nordwesttürkei) trafen die Heere aufeinander. Beide stellten sich in gleicher Schlachtformation auf, im Zentrum die makedonische Phalanx, die links und rechts von Kavallerieeinheiten flankiert wurden. Sowohl Eumenes als auch Krateros übernahmen das Kommando ihres jeweiligen rechten Flügels, so dass sie sich auf dem Schlachtfeld nicht gegenüberstanden. Stattdessen stellte Eumenes auf seinem linken Flügel die Reiterei unter das Kommando von Pharnabazos, einem Perser, und Phoinix, der aus Tenedos stammte. Auf der Gegenseite hatte Neoptolemos die Führung des linken Flügels inne, sodass Eumenes also seinem Verräter und Attentäter gegenüberstand.
Im Bewusstsein, sich nicht auf seine eigene Phalanx verlassen zu können, die hauptsächlich aus Makedonen bestand, setzte Eumenes sein Schicksal ganz auf die Durchschlagskraft seiner Kavallerie, die mehrheitlich aus loyalen asiatischen Reitern bestand. Einem Fragment aus der Diadochengeschichte Arrians folgend hatte Eumenes dazu eigens gar mit der gegnerischen Phalanx einen Nichtangriffspakt verabredet, so dass der Kampf einzig von der Kavallerie beider Seiten geführt werden sollte. Als seinen Unterhändler hatte er einen Makedonen aus seinem Gefolge namens Xennias entsandt, der sowohl das hohe Altgriechisch als auch den makedonischen Dialekt beherrschte, welchen die makedonischen Krieger einfacher Herkunft einzig verstanden. Offenbar hatte Eumenes seinen Willen erreicht, denn sowohl Diodor als auch Plutarch beschrieben die folgende Schlacht als reinen Kavalleriekampf und erwähnten den Einsatz der Infanterie mit keinem Wort.
Der Beschreibung Diodors folgend wurde die Schlacht am Hellespont relativ schnell entschieden, nachdem Krateros, bald nachdem er sie mit einer Attacke seines Flügels eröffnet hatte, von seinem stolpernden Pferd gestürzt war und unter den Hufen der ihm folgenden Reiter zu Tode getrampelt worden war. Plutarch hingegen zeichnete sein Ende heroischer, indem er nach aufreibendem Kampf, der einem Alexander zur Ehre gereicht hätte, von einem Thraker tödlich an seiner Seite verwundet wurde. Auf der anderen Seite des Schlachtfeldes trugen unterdessen Eumenes und Neoptolemos einen Zweikampf aus, indem sie sich gegenseitig schwere Wunden zufügten, aber Eumenes letztlich die Oberhand behielt und seinen Feind tötete. Überhaupt entwickelte sich die Schlacht zu einem regelrechten Massaker, aber nachdem sich der Tod von Krateros und Neoptolemos unter deren Männern herumgesprochen hatte, nahmen sie die Flucht hinter ihre Phalanx auf, und Eumenes erklärte darauf den Kampf für beendet.

## Folgen
Der Sieg des Eumenes war für alle Beteiligten so überraschend wie bedeutungslos. Die geschlagenen Truppen des Krateros ergaben sich ihm und gelobten, fortan ihm zu dienen; aber schon bei der nächsten sich bietenden Gelegenheit zogen sie unbemerkt ab und schlossen sich Antipater an. Dieser war inzwischen in Kilikien angekommen. Doch statt kehrtzumachen, um Eumenes zu stellen, setzte er seinen Marsch fort, um Ptolemaios gegen Perdikkas zu unterstützen. Nachdem er für die ehrenvolle Bestattung des Krateros gesorgt hatte, mit dem er zu Alexanders Zeiten befreundet war, zog Eumenes nach Sardis, um sein Heer dort lagern zu lassen und den weiteren Verlauf der Dinge abzuwarten. Sein Sieg hatte der Sache der „Perdikkaner“ einen hohen strategischen Vorteil verschafft, da er Antipater von dessen Machtbasis Makedonien abgeschnitten hatte. Und doch war er umsonst erkämpft, da Perdikkas etwa zur selben Zeit am Übergang des Nils bei Pelusium scheiterte und bald darauf von seinen eigenen Offizieren ermordet wurde. Für die ersten Vertreter des Königtums endete damit der erste Diadochenkrieg mit ihrer Niederlage. Antipater, Ptolemaios und ihre Verbündeten trafen sich auf der Konferenz von Triparadeisos, auf der Antipater zum neuen Reichsregenten und Oberbefehlshaber erhoben wurde. Die überlebenden Anhänger des Perdikkas wurden zu Reichsfeinden erklärt und in Abwesenheit zum Tod verurteilt. Eumenes und Alketas wurden somit von Verteidigern des Königtums zu Geächteten erklärt, mit deren Bekämpfung der zum strategos von Asien ernannte Antigonos Monophthalmos betraut wurde.
Eumenes musste bis zum Herbst 320 v. Chr. seine Position bei Sardis räumen, auf das Antipater, welcher eine Hälfte des Reichsheers und die königliche Familie mit sich führte, zumarschierte. Er überwinterte auf das Jahr 319 v. Chr. in Kelainai, musste sich von dort aber ebenfalls bald zurückziehen, als ihm Antipater folgte. In dieser Zeit desertierten mehrere Truppenteile von Eumenes, allerdings hielten ihm 20.000 im Kampf erfahrene Makedonen die Treue, und durch seine bewegliche Kavallerie und seine Überlegenheit im strategischen Planen konnte er seinen Verfolgern nach Kappadokien entkommen, das ihm als sichere Basis diente. Sein Entkommen nötigte dem militärisch überlegenen Antipater Respekt ab, zu seiner Schande gegenüber den eignen Männern, der von einer weiteren Verfolgung absah und den Marsch nach Makedonien aufnahm.
Danach musste sich Eumenes mit Antigonos auseinandersetzen, von dem er mit der anderen Hälfte des Reichsheers in einer Schlacht bei Orkynia geschlagen und anschließend in der Bergfestung Nora belagert wurde, bis im Herbst 319 v. Chr. Antipater kaum in Makedonien angekommen starb, was zum Ausbruch des zweiten Diadochenkrieges führte. Dabei wurde Eumenes vom neuen Regenten Polyperchon wieder zum Verteidiger des Königtums gegen die nunmehrigen Opponenten Kassander und Antigonos ernannt, mit welchem er sich in ganz Asien einen Schlagabtausch lieferte.